# 進化の存在証明
『進化の存在証明』(原題はThe Greatest Show on Earth: The  Evidence for Evolution)は、2009年(邦訳も同年)に刊行された、イギリスの生物学者リチャード・ドーキンスの著書である。生物の進化を支持する証拠をまとめたもので、ヒトの祖先を生命の起源までたどった『祖先の物語』、宗教を批判したベストセラー『神は妄想である』に次ぐ、ドーキンスの10冊目の著書である。

## 背景
本書は、進化の「理論」と呼ばれているものが実際に事実―科学における他のいかなるものにも劣らず明白な事実―である証拠をまとめた、私の個人的な要約である。—リチャード・ドーキンス(垂水雄二訳)、邦訳 p.41
ドーキンスがこの著作に取り掛かったのはオックスフォード大学科学的精神普及のための寄付講座教授を退職する数ヶ月であり、仕上げたのは退職後である。彼は進化についての本をすでにいくつも書いていた。最初の著作である『利己的な遺伝子』(1976年)、『延長された表現型』(1982年)に加え、進化にまつわるよくある誤解を正すことを目的としたものが3冊ある。また彼のドキュメンタリー・シリーズ『チャールズ・ダーウィンの才能』は、チャールズ・ダーウィンの生涯と、いくつかの進化の証拠を扱ったものである。しかし彼は、進化の証拠に包括的に取り組んではおらず、そのことを「ミッシングリンク」にたとえている。進化論の証拠は圧倒的でしかも増え続けているにもかかわらず、彼はこの本の執筆時、進化への反対がかつてないほど強まっていると感じていた。また彼は、ダーウィンの生誕後200年かつその著書『種の起源』刊行後150年にあたる2009年は、この仕事をするのにうってつけだと考えた。同様にこの年に合わせて出版された類似の著作には、ドーキンスも強く推薦しているジェリー・コインの『進化のなぜを解明する』(原題はWhy Evolution is True)などがある。

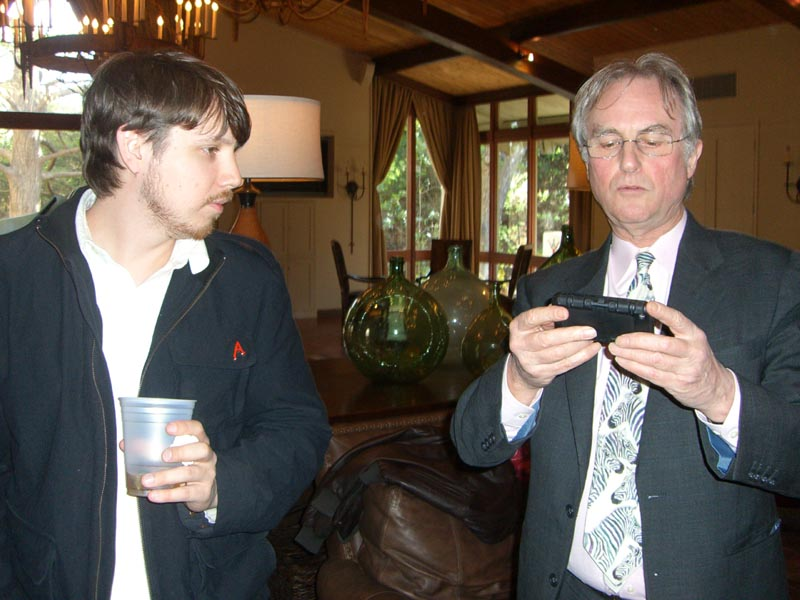
本書はドーキンス(右)の技術アシスタントでウェブデザイナーのジョシュ・ティモネン(左)に奉げられている。

### 書名について
ドーキンスの著作権代理人ジョン・ブロックマンが出版社に提案した際には、『理論でしかない(Only a Theory)』という仮題が付けられていた。しかしこの名前はアメリカの生物学者ケネス・レイモンド・ミラーの、ドーバー裁判に関する著作に使われていた。そこでこの案は、「創造論者による恣意的な歪曲引用を防ぐための予防措置として「？」を付け」たうえで、1章の表題となった。最終的な書名の由来となったのは、ドーキンスが「ある匿名の支持者」から贈られたTシャツに書かれた文字である。それは「進化、地上最大のショー、唯一の選択肢(Evolution: The Greatest Show on Earth; the Only Game in Town)」というスローガンで、彼は進化について講演するときにときどきこのTシャツを着ていて、ふとこの本にぴったりの言葉だと気付いた。ただしそのまま使うのには長すぎたので、The Greatest Show on Earthが書名となった。
邦訳では、直訳の「地上最大のショー」では、日本人には映画(『地上最大のショウ』)のイメージが強すぎるという判断から、副題のEvidence for Evolutionをもとに、『進化の存在証明』となった。

## 概要

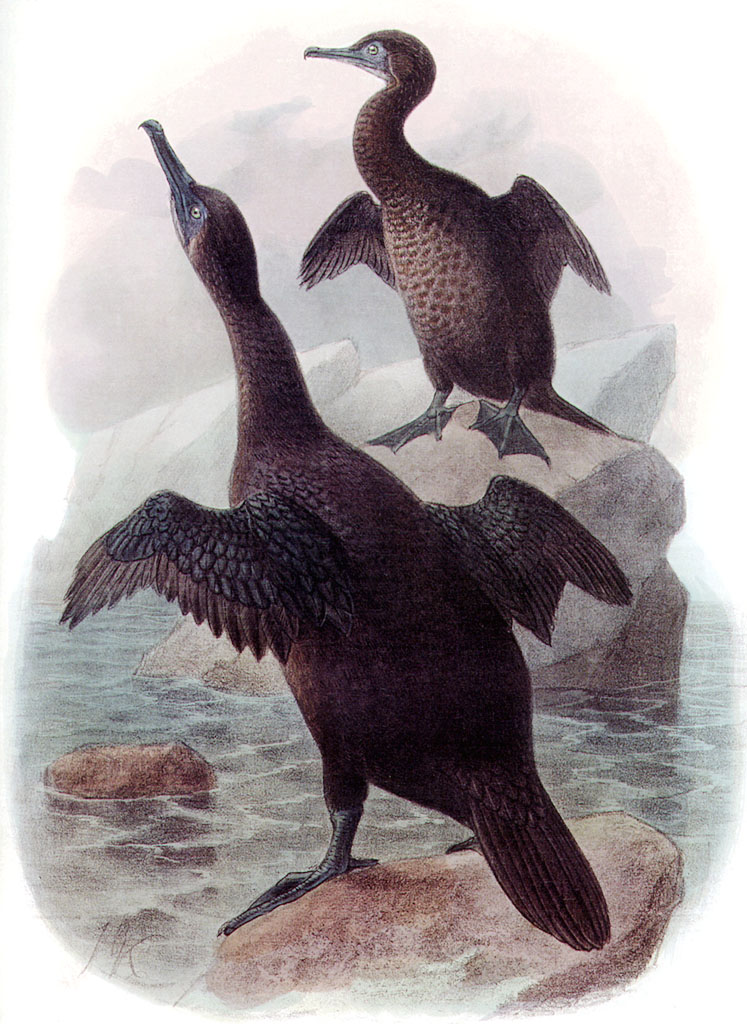
空を飛べないガラパゴスコバネウの痕跡
的な翼は、本書で議論される事例の1つである。

本書は13章と、「歴史否定論者」と題された付録からなっている。
1. 理論でしかない？
2. イヌ・ウシ・キャベツ　(人為淘汰による進化)
3. 大進化にいたる歓楽の道(プリムローズ・パス)　(人為淘汰と自然淘汰が連続することを示す)
4. 沈黙と悠久の時　(地球の年齢と地質学的時間、および年代推定法)
5. 私たちのすぐ目の前で　(観察された進化の事例)
6. 失われた環(ミッシングリンク)だって？「失われた」とはどういう意味なのか？　(化石記録)
7. 失われた人だって？もはや失われてなどいない　(人類の進化)
8. あなたはそれを九ヶ月でやりとげたのです　(表題はJ・B・S・ホールデンの言葉より。発生生物学について)
9. 大陸という箱舟(アーク)　(生物地理学と大陸移動説)
10. 類縁の系統樹　(系統樹、相同と相似)
11. 私たちのいたるところに記された歴史　(痕跡器官と進化史に由来する非合理的デザイン)
12. 軍拡競争と「進化的神義論」　(共進化と進化的軍拡競走)
13. この生命観には壮大なものがある　(『種の起源』最後の1節をなぞったまとめ)

## 評価
本書は肯定的な評価を受けている。アンジャナ・アフージャはタイムズ誌上で、進化の証拠に関するドーキンスの説明は「すばらしく、明快で、説得力がある」と書いた。彼女は創造論の拡大におけるイスラームの役割を過大評価していること、および彼の書き方では進化を信じない者を説得することはできないだろうということの2点を批判しているが、それらは「難癖」に過ぎず、本書はすべての読者に薦められるとしている。エコノミスト誌も肯定的な書評を掲載し、ドーキンスの書き方は「説得的」であると褒め、その教育的価値を賞賛した。マーク・フィッシャーはリスト誌上でドーキンスを「説得力のある伝達者」と呼び、本書は「啓発的」であると述べ、本書全体にわたってユーモラスな逸話が使われているのを高く評価した。サンデー・テレグラフは本書を「今週の1冊」に選び、ドーキンスを「科学的明快さと機知の達人」と呼ぶサイモン・イングスの書評を掲載した。イングスは、ドーキンスの創造性が怒りのせいでいくらか妨げられていると感じたものの、本書は「魅力的」で「直感的」であると賞賛し、このテーマ全体への「永遠の功績」になると結論した。日本では、ジャーナリスト松本仁一が朝日新聞での書評において、本書を「進化学の第一人者である著者が、豊富な知識とデータを駆使して書きあげた」ものと評価し、「一部の宗教指導者がいかに不勉強で、進化論にいわれない悪意を持っていることか」と嘆いた。
ニューヨーク・タイムズの書評者ニコラス・ウェイドは、本書を全体としては評価しつつも、ドーキンスが進化は否定できない事実として扱えると断定していることを批判し、進化を事実だとするドーキンスの主張は、彼をその反対者と同じように独断的にしてしまっていると主張した。さらに、彼の反対者を「歴史否定論者」「無知よりも悪い」「つむじ曲がりとも言えるほどに欺かれている」と呼ぶのは「科学的な言葉でも、礼儀にかなった言葉でもない」と述べた。ウェイドはドーキンスも、彼に反対する創造論者も間違っていると考えている。その後、ウェイドの書評を批判する2通の書簡がニューヨークタイムズに寄せられた。1つはダニエル・デネットによるもので、創造論は地球が平らだとする信念と同程度の尊重にしか値しないと主張した。2通目はフィリップ・キッチャーからのもので、進化などの科学的発見は「事実とみなせるほどに強く支持されている」と主張した。
創造論者であり物理化学者のジョナサン・サルファーティは、本書の内容を1章ずつ批判することを目的とした本を著した。書名も本書をパロディにしたもので、The Greatest Hoax on Earth? Refuting Dawkins on Evolution(地上最大のでっち上げ？進化についてドーキンスへの反論)となっている。

## 書誌情報
邦訳の書誌情報を示す。
- ドーキンス, リチャード 著、垂水雄二 訳『進化の存在証明』早川書房、2009年11月20日（原著2009年9月3日）。ISBN 978-4-15-209090-4。